# Józef Klimek
Józef Alfred Klimek, od 1961 Joseph A. Klimek (ur. w lipcu 1918 w Skoczowie; zm. 25 sierpnia 2006 w Sydney) – polski artysta, malarz, medalier i nauczyciel. Brat Ludwika Klimka.

## Życiorys
Ojciec Jerzy Klimek prowadził sklep z artykułami kolonialnymi w Skoczowie i utrzymywał liczną rodzinę. Józef był jednym z uczniów Gustawa Morcinka, który od 1919 do 1935 pracował jako nauczyciel w Skoczowie. Przeżył także okres wojny i okupacji - później często powracał do tej tematyki. Od jesieni 1945 studiował malarstwo na Akademii Sztuk Pięknych w Krakowie, gdzie poznał przedstawicieli krakowskiej grupy młodej awangardy takich jak Andrzej Wróblewski, Andrzej Strumiłło, Walerian Borowczyk oraz Andrzej Wajda. Podczas studiów otrzymał nagrodę na Ogólnopolskim Festiwalu Wyższych Szkół Artystycznych w Poznaniu za obraz olejny „Oświęcim”. Studia zakończył pracą dyplomową, którą napisał pod kierunkiem profesora Zbigniewa Pronaszki. Jego żoną została Maria z d. Śliwka (1924-2006).
Józef Klimek został w 1950 roku wykładowcą w Państwowym Liceum Technik Plastycznych (obecnie Zespół Szkół Plastycznych) w Bielsku-Białej, gdzie jednym z jego uczniów był Karol Śliwka. W 1956 roku został dyrektorem Liceum w Bielsku-Białej, lecz wkrótce zrezygnował z tego stanowiska by zająć się malarstwem oraz współpracą z Studiem Filmów Rysunkowych jak również scenografią w Teatrze Polskim w Bielsku-Białej i Teatrze im. Adama Mickiewicza w Cieszynie.
W 1956 roku Centralne Biuro Wystaw Artystycznych zorganizowało wystawę 100 obrazów „Kalejdoskop Józefa Klimka”, która objechała wiele miast i została wysoko oceniona przez krytyków. W latach 1959–1960 artysta namalował witraż olejny oraz cykl 26 obrazów przedstawiających historię Skoczowa do fryzu w sali obrad ratusza. Z okazji 1150-lecia miasta Cieszyna wykonał w 1960 roku projekt medalu wybitego w brązie.
W 1960 roku wyjechał z rodziną do Australii. Podczas wielotygodniowego rejsu urządzał na pokładzie statku wystawy i aukcje obrazów. Po przybyciu do Sydney Joseph A. Klimek podjął pracę pedagogiczną w National Art School i East Sydney Technical College. W 1970 roku objął kierownictwo Wydziału Sztuk Pięknych w Seaforth Technical College. W 1979 roku przeszedł na emeryturę, by zająć się malarstwem. W Sydney miał kilka wystaw indywidualnych, brał też udział w wielu wystawach zbiorowych, zdobywał szereg nagród i wyróżnień oraz uznanie znanych malarzy i krytyków. Jego dzieła znajdują się w galeriach w Australii, zbiorach prywatnych oraz w muzeach w Bielsku-Białej i Skoczowie.

## Wybór dzieł
- Oświęcim
- Rok 1951.Rokossowski odsłania Dzierżyńskiego
- witraż olejny i 26 obrazów do fryzu w sali obrad ratusza w Skoczowie
- medal w brązie na 1150-lecie Cieszyna
- Bitwa pod Monte Cassino
- Krakowska Starówka
- Panorama Skoczowa
- Targ Skoczowski
- Lyndon Dadswell, sculptor
- The Waterfront
- Hawks Nest